# Bis(chloormethyl)ether
Bis(chloormethyl)ether is een zeer toxische organische verbinding van chloor, met als brutoformule C2H4Cl2O. Het is een brandbare, kleurloze vloeistof met een scherpe geur.

## Toxicologie en veiligheid
De stof ontleedt bij verhitting en bij contact met water, waarbij giftige en corrosieve dampen worden gevormd (onder andere waterstofchloride en formaldehyde). Bis(chloormethyl)ether tast veel metalen, harsen en kunststoffen aan.
Chemisch zijn de gevaren terug te voeren op de gemakkelijke splitsing van de chloor-koolstof-binding. Het chlooratoom kan als chlorideion vertrekken, het resterende positieve deeltje kan de positieve lading voor een deel op het zuurstofatoom kwijt (vergelijk het H3O+-ion waarin zuurstof ook drie bindingen vormt).